# Masserof
Masserof es una partida de Jalón, que está situada al sudoeste del término municipal, en la comarca de la Marina Alta, provincia de Alicante. Masserof tiene un relieve accidentado, con alturas que varían entre los 450 y 800 metros sobre el nivel del mar.

## Historia
Los primeros asentamientos humanos se remontan a la Prehistoria, como la Cueva del Mançano con sus figuras humanas y animales de caza característicos del estilo de pintura rupestre deominado arte levantino. También se han encontrados abundantes restos de cerámica ibérica, y se sabe que en tiempo de los romanos existió una villa o finca, que se considera el origen de la posterior alquería árabe (ubicada en el núcleo conocido como "las Casas del Masserof").
Ya en la época cristiana, el día 17 de marzo de 1305 (720 años) el insigne caballero Bernat Bo de Sarriá, señor de Callosa de Ensarriá, compró la alquería de Masserof, cuando ya le pertenecían por adquisiciones anteriores el resto de las partidas que componen el actual término municipal de Jalón. Entre los años 1435 y 1440 Jaime Martorell, hermano del novelista Joanot Martorell, fue señor de Masserof. El señorío lo había recibido de su padre, Francisco Martorell, y lo perdió a causa de una deuda contraída con Mateo Pujades, vecino de Valencia, consejero y tesorero real, que se convirtió así en el nuevo señor de Masserof.
Posteriormente, Masserof entró a formar parte de la antigua Baronía de Jalón, la cual pertenecía al linaje de los Íxer. Hay constancia documental del apellido de una familia de moriscos -la de los Asén- que vivía a Masserof a finales del siglo XVI. Uno de sus miembros, Benet Asén, lo encontramos instalado en Jalón el año 1578, donde se lo conocía con el apelatio de "hijo de Masserofí" como recordatorio de su procedencia.
El 1609, el año de la expulsión de los moriscos, Masserof y otras partidas se convierten en "lugares despoblados en los que no hay habitación alguna", según la Carta Puebla del 1611. Sin embargo, el cultivo de las tierras de Masserof no quedó desatendido porque los nuevos pobladores venidos de Mallorca e Ibiza se obligaron solemnemente en la Capitulación Primera de la mencionada Carta.
En el año 1980 , el inglés Peter Pateman compra parte de la partida de Masserof, y lo que era la Alquería Árabe será convertida en un Museo del vino, con piezas antiguas del siglo XI al siglo XIX.

## Clima y Vegetación
Un elemento característico de este sitio es que el viento, cuando sopla, suele hacerlo con mucha fuerza. Por eso no es de extrañar encontrarse con tejados sobre los que los propietarios han dispuesto, aquí y allá, unas cuantas piedras por evitar que el viento arranque el menor número posible de tejas, e incluso la forma redondeada y acostada de las abundantes matas de manzanilla (manzanilla) las hace especialmente resistentes a la acción mecánica del viento.
La manzanilla florece hacia el mes de junio, confiriendo al paisaje una tonalidad amarilla de una gran belleza. Mucha gente aprovecha entonces los fines de semana para dedicarse a recolectar las flores de la manzanilla, que por sus poderosas propiedades curativas son fundamentales en la fitoterapia.
En Jalón circula un dicho popular sobre las virtudes curanderas de la manzanilla, que dice:
Les genives sana,

la vista millora,

les febres estronca

i el mal de cap calma.

(En el idioma local, valenciano)
Las encías sana,

la vista mejora,

las fiebres restaña

y el dolor de cabeza calma.

(Traducción al castellano)
Otra planta que crece espontáneamente en las montañas masserofencas es el palmito, una palmera enana, propia del área del litoral y el prelitoral e inexistente al interior, de hojas palmipartidas que tienen la apariencia de unas manos abiertas con numerosos dedos.
Estas hojas (tradicionalmente conocidas con el nombre de "palma") cortadas tiernas, y secadas después, se usaban antiguamente para la confección de escobas, esteras, capazos y otros utensilios domésticos. Por ello, cada verano, los campesinos procuraban abastecerse de hojas de palmito que, después de haberlas blanqueadas con azufre, las entrelazaban formando tiras que cosían entre sí para hacer capazos.
La médula del palmito es comestible y se suele tomar mezclada con miel. También son buenos para comer los dátiles que el palmito produce (denominados popularmente con el apelativo de "pan de zorra"). Estos frutos maduran hacia el final del verano. 
Una especialísima calidad del palmito es su resistencia al fuego: es una planta que rebrota con mucha facilidad después de haberse producido un incendio forestal.

## Perspectivas actuales
Aparte de su valor agrícola, Masserof tiene hoy para Jalón un triple interés natural, paisajístico y cultural por lo que respecta al conjunto de "Las Casas" y "El Rodat".
El núcleo de "Las Casas" se alza sobre un estratégico promontorio que es paso obligado por acceder a la sierra de Bernia desde Jalón. Esta condición unida al hecho de que en sus alrededores exista una franja de tierras laborables, suficiente para el autoabastecimiento, y que haya algunos pozos que aseguran el consumo de agua para personas y animales, la han convertido en un lugar de asentamiento privilegiado para las distintas civilizaciones que la han poblado.
"El Rodat" es un terreno acotado de caza con un perímetro de más de un kilómetro y delimitado por muros de piedra de una altura superior a los tres metros.

## Lugares para visitar
Alquería o Villa Romana, situada a 5,5 km del pueblo de Jalon-Alicante-España, la Bodega Museo está situada en un núcleo de casas, su origen se remonta a un asentamiento de tiempo de los Iberos, reconvertida posteriormente en Villa Romana.
El profesor Román del Cerro en su libro titulado "El desciframiento de la lengua Ibérica" recoge algunos datos sobre este caserío que por su interés transcribiremos literalmente:
existe gran abundancia de restos arqueológicos de la edad de Bronce que se encuentran esparcidos un poco por todos los sitios, debido al gran acarreo y transporte de los estudiosos locales que conserva gran número de fragmentos cerámicos; por lo que corresponde a la época ibérica, apareció un fragmento de cerámica en el cono de deyección del barranco Maserof, sin duda transportado por este al llano. Además, existen en el caserío Maserof una casa Romana y un poblado Árabe.
Actualmente la Alquería Maserof en una Bodega Museo, esta Alquería o Villa Romana, fue reconstruida por el Inglés Peter Pateman e inició su reconstrucción en el año 1980 y que actualmente se sigue reconstruyendo por su hija Carolina Pateman Ivars y su esposo Roberto Rossi Carreño, en la Bodega Museo Maserof, podrán encontrar objetos y muebles que datan del siglo XII al siglo XIX, en el mes de septiembre época de la vendimia, se pisa la uva a la luz de las velas y se hace un vino ecológico, como en el tiempo de los Romanos, se produce un vino tinto elaborado a partir de la variedad de Garnacha Tinta, etiquetado con el nombre de:"Le Baron de Maserof".  
- Las Casas (o Poblado de Masserof)
- La Costera de Masserof
- El Hondo del Barón
- El Morro de la Ventolana
- El Rodat

- Datos: Q11691537
- Multimedia: Masserof / Q11691537